# 水川淳三
水川 淳三  (みずかわ じゅんぞう、1935年４月８日 - ) は、日本の映画監督。

## 監督作品
いずれも松竹作品。
- おかあさんのばか（1964年）[1]
- 母の歳月（1965年）[2]
- 裸の青春（1965年）[3]
- 空いっぱいの涙（1966年）[4]
- さそり（1967年）[5]
- 惚れた強み（1968年）[6]
- 夕陽が呼んだ男（1970年）[7]
- 青春大全集（1970年）[8]
- 俺たちの時（1976年）[9]